# Borah Peak
Borah Peak (ook wel bekend als Mount Borah of Beauty Peak) is met een hoogte van 3861m het hoogste punt in de Amerikaanse staat Idaho en met een prominentie van 1823m een van de meest prominente pieken in de 48 aaneengesloten staten. Borah Peak is centraal gelegen in de Lost River Range-bergketen, binnen de grenzen van het Challis National Forest in het oosten van Custer County. 
De berg is vernoemd naar William Edgar Borah (1865–1940), die van 1907 tot aan zijn dood in 1940 Idaho vertegenwoordigde in de Amerikaanse Senaat.

## Aardbeving van 1983

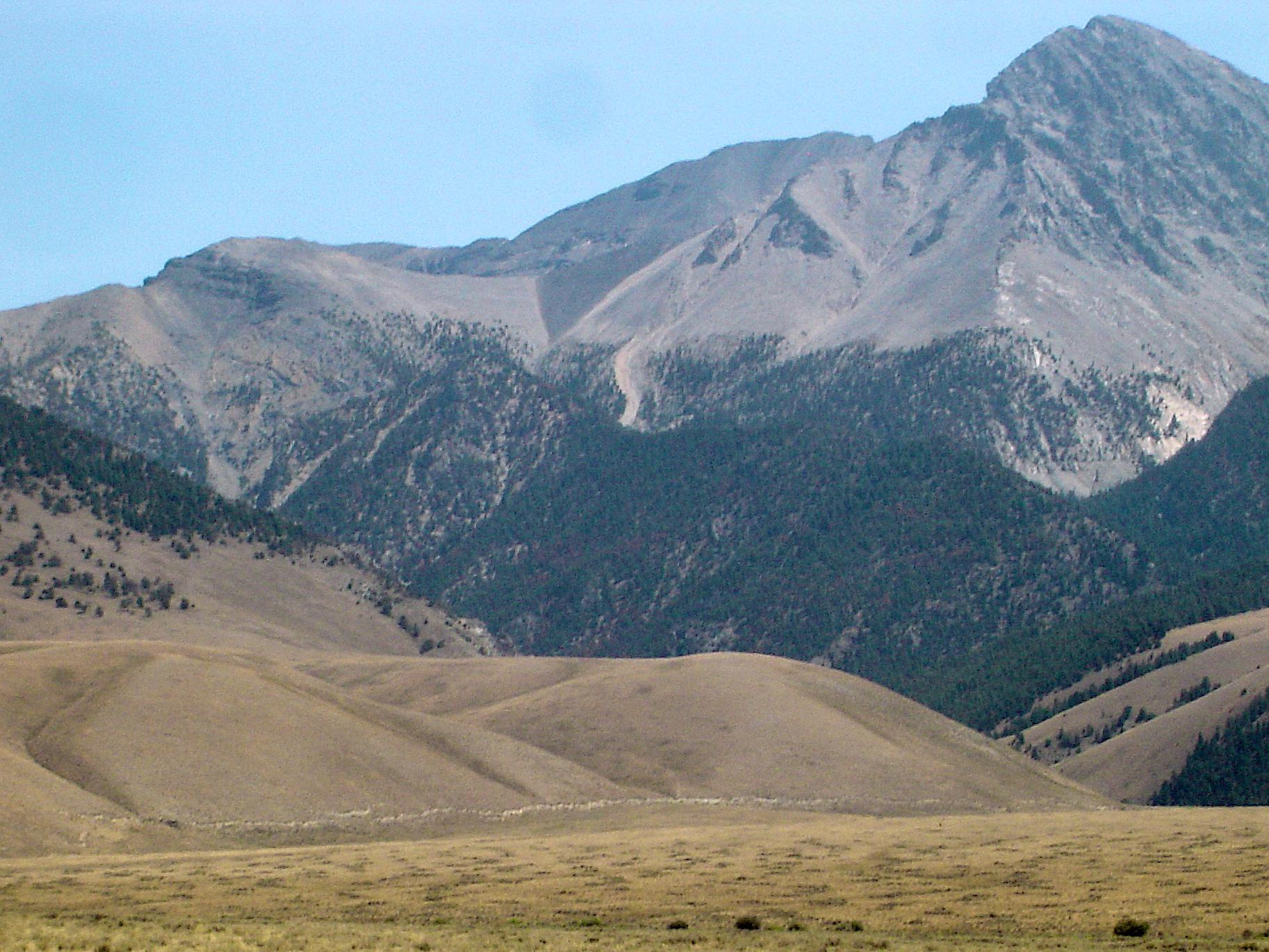
Borah Peak met escarpement van de aardbeving nog zichtbaar (horizontale lijn onderaan de heuvel voor Borah Peak).

Op vrijdagochtend 28 oktober 1983, om 8:06 plaatselijke tijd (14:06 UTC), werd het gebied rond Borah Peak opgeschrikt door een aardbeving met een magnitude van 7,3: de zwaarste en duurste aardbeving die de staat Idaho ooit getroffen heeft sinds het begin van de waarnemingen. De aardbeving verhoogde Borah Peak met 2,13 m. Getuigen van die bewuste aardbeving zijn nog steeds zichtbaar op de westkant van de berg, in de vorm van breuken en verschuivingen. Als gevolg van de aardbeving kwamen twee schoolkinderen uit Challis om het leven, na geraakt te zijn door neergekomen metselwerk, op weg naar hun school. 

## Beklimming
Bij de gebruikelijke route naar de top van Borah Peak overbrugt de klimmer een hoogteverschil van 1604 m, over een afstand van 5,6 km. 
Deze route, via de zuidwestkam, wordt beschouwd als een vrij zware, stevige wandeltocht, tot het moment waarop men bij de Chickenout Ridge aankomt: een Klasse 4 arête, net onder de top. De Chickenout Ridge dankt zijn naam aan het feit dat vele klimmers zich niet op de bergkam durven te wagen, zodra ze dicht genoeg bij de kam zijn om de mogelijke gevaren van een verderzetting van de klim te zien. In de winter en de lente komt daar nog eens bij dat de Chickenout Ridge bedekt wordt door een sneeuwpakket, wat een poging om de kam over te steken nog hachelijker maakt. In dergelijke omstandigheden wordt het gebruik van een pickel sterk aangeraden.
De noordkant van Borah Peak biedt als enige berg in Idaho gedurende het ganse jaar de mogelijkheid tot ijsklimmen en biedt een veel grotere uitdaging dan de normale route.  
Tot op heden vielen drie doden te betreuren op Borah Peak: In 1977 lieten twee klimmers het leven toen ze tijdens hun klim op de noordwestkam van de berg verrast werden door een lawine. De derde dode kwam er in 1987, na een glissade tijdens de afdaling.

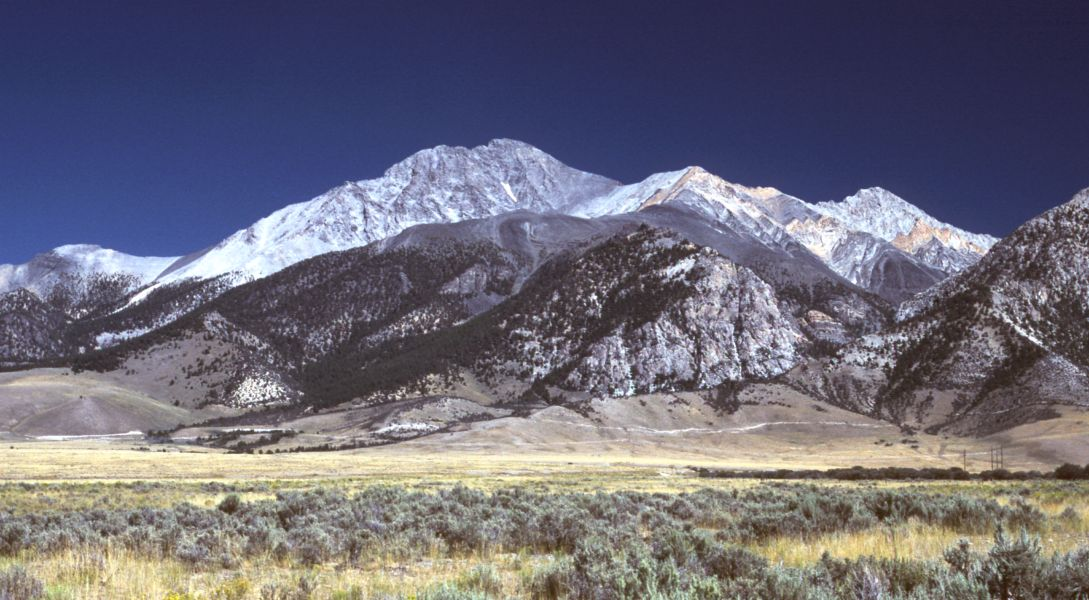
Borah Peak, gezien vanuit het westen